# Suren
Els Suren o Surena (en part: 𐭎𐭅𐭓𐭉𐭍, Surēn; en persa mitjà: 𐭮𐭥𐭫𐭩𐭭) foren una família noble de Pàrtia, famosa durant el període de domini de l'Imperi Part.
L'iniciador de la família dels Suren va tenir el privilegi de coronar al primer rei de Pàrtia al segle iii aC, i aquesta tradició va ser seguida pels seus descendents. Després de la derrota al segle iii dels arsàcides i l'ascens dels sassànides, la família va canviar de bàndol i va passar a servir a l'Imperi Sassànida. A la cort es coneixien amb l'epítet de la "família partia".
El membre més destacat de la família va ser el general conegut amb el nom de Surenes i un marzban d'Armènia del segle vi (Surenes d'Armènia). En realitat Suren era un títol, probablement mariscal de camp, acompanyat de l'honor hereditari de coronar els reis. En aquest sentit, era la segona dignitat de l'Imperi després del rei. El rastre d'aquesta família es pot seguir fins al segle ix, quan un comandant militar va estar actuant al nord de la Xina. Probablement eren grans terratinents de Sakastan (Sistan), d'on haurien expulsat als saces (escites) cap al Panjab. Es creu que van governar el Sistan com a feu durant l'Imperi Part i probablement almenys algun temps sota els sassànides. Una teoria suposa que el Regne Indo-Part fundat per Gondofares I, era una creació dels Suren.